# Allainville (Yvelines)
Pour les articles homonymes, voir Allainville.
Allainville, parfois appelée Allainville-aux-Bois, est une commune française située dans le département des Yvelines en région Île-de-France.

## Géographie

### Situation
Située à l'extrême sud-est des Yvelines, limitrophe des départements de l'Essonne et d'Eure-et-Loir, Allainville est une commune rurale, au territoire plat et dénudé caractéristique de la Beauce.

### Communes limitrophes
| Boinville-le-Gaillard    | Saint-Martin-de-Bréthencourt         | Corbreuse (Essonne)                  |
| Paray-Douaville          | Allainville                          | Chatignonville (Essonne)             |
| Sainville (Eure-et-Loir) | Garancières-en-Beauce (Eure-et-Loir) | Garancières-en-Beauce (Eure-et-Loir) |

### Hameaux de la commune
- Hattonville,
- Obville
- Érainville
- Groslieu
- Souplainville

### Transports et voies de communications

#### Réseau routier
La commune est desservie par la route nationale 191 qui relie Rambouillet à Étampes (Essonne). Elle est traversée dans sa partie est par l'A10 (Paris-Orléans) et héberge un échangeur au croisement avec la RN 191.

#### Bus
La commune est desservie par la ligne 18 du réseau de bus Centre et Sud Yvelines et la ligne 22 du réseau de bus Essonne Sud Ouest.

### Climat
Pour des articles plus généraux, voir Climat de l'Île-de-France et Climat des Yvelines.
En 2010, le climat de la commune est de type climat océanique dégradé des plaines du Centre et du Nord, selon une étude du CNRS s'appuyant sur une série de données couvrant la période 1971-2000. En 2020, Météo-France publie une typologie des climats de la France métropolitaine dans laquelle la commune est exposée à un climat océanique altéré et est dans la région climatique Sud-ouest du bassin Parisien, caractérisée par une faible pluviométrie, notamment au printemps (120 à 150 mm) et un hiver froid (3,5 °C).
Pour la période 1971-2000, la température annuelle moyenne est de 10,8 °C, avec une amplitude thermique annuelle de 15,1 °C. Le cumul annuel moyen de précipitations est de 645 mm, avec 10,7 jours de précipitations en janvier et 7,6 jours en juillet. Pour la période 1991-2020, la température moyenne annuelle observée sur la station météorologique la plus proche, située sur la commune de Dourdan à 12 km à vol d'oiseau, est de 11,4 °C et le cumul annuel moyen de précipitations est de 654,2 mm,. Pour l'avenir, les paramètres climatiques de la commune estimés pour 2050 selon différents scénarios d'émission de gaz à effet de serre sont consultables sur un site dédié publié par Météo-France en novembre 2022.

## Urbanisme

### Typologie
Au 1er janvier 2024, Allainville est catégorisée commune rurale à habitat dispersé, selon la nouvelle grille communale de densité à sept niveaux définie par l'Insee en 2022.
Elle est située hors unité urbaine. Par ailleurs la commune fait partie de l'aire d'attraction de Paris, dont elle est une commune de la couronne,. Cette aire regroupe 1 929 communes,.

### Occupation des solssimplifiée
Le territoire de la commune se compose en 2017 de 95,64 % d'espaces agricoles, forestiers et naturels, 0,63 % d'espaces ouverts artificialisés et 3,73 % d'espaces construits artificialisés.

### Occupation des sols détaillée
Le tableau ci-dessous présente l'occupation des sols de la commune en 2018, telle qu'elle ressort de la base de données européenne d'occupation biophysique des sols Corine Land Cover (CLC).
| Type d’occupation                           | Pourcentage | Superficie (en hectares) |
| ------------------------------------------- | ----------- | ------------------------ |
| Tissu urbain discontinu                     | 1,5 %       | 25                       |
| Terres arables hors périmètres d'irrigation | 98,5 %      | 1 606                    |
| Source : Corine Land Cover                  |             |                          |

## Toponymie
Le nom de la localité est attesté sous les formes Villa Alleni au IXe siècle ; Alenvilla ; Aleinvilla au XIIIe siècle ; Franciade-Libre à la Révolution avant de reprendre son nom Allainville en 1793, puis Allainville en Hatouville en 1801.
Il s'agit d'une formation toponymique médiévale en -ville au sens ancien de « domaine rural », précédé d'un anthroponyme, selon le cas général.
Selon des auteurs, qui ne sont pas toponymistes, le nom d’Allainville ferait référence au peuple des Alains qui fondèrent un royaume centré sur Orléans et qui ont peuplé la région,. Or il n'existe aucune preuve de l'existence de ce toponyme antérieurement au IXe siècle, en outre, les formations en -ville ne sont pas attestées avant le VIIe ou VIIIe siècle.
C'est pourquoi Albert Dauzat propose le nom de personne Alanus (comprendre Alain) qui peut effectivement représenter un surnom ethnique qui se serait diffusé dans la région antérieurement ou bien le nom de personne germanique Allin. La forme Allenus du IXe siècle au lieu d’*Alanus, ainsi que les suivantes sont plutôt en faveur de la seconde hypothèse.
Remarque : les Alains sont présents dans la Beauce au nord d'Orléans comme peuple fédéré sous la direction de Sangiban, comme en témoigne le toponyme local Allaines (Eure-et-Loir).

## Histoire
Des substructures et du mobilier, composé de sarcophages, tuiles, poteries et monnaies, mis au jour lors de fouilles témoignent de l’occupation du site par les Romains[Quoi ?].

### Description d'Allainville en 1817
Au XVIIIe siècle, le territoire est partagé entre deux paroisses, Allainville et Hattonville. Allainville est une seigneurie rattachée au comté de Montfort.

« Allainville, village, département de Seine-et-Oise, arrondissement de Rambouillet, canton de Dourdan (Sud), ci-devant province de l'Ile de France, dans le Hurepoix et diocèse de Chartres. Il forme avec l'ancienne paroisse de Hattonville, le hameau d'Obeville, les fermes d'Erainville, Souplainville et Gros-Lieu, une commune d'environ 350 habitans. Erainville renferme une maison de campagne. Le château d'Obeville a été détruit. II ne reste plus de celui de Groslieu que la ferme et une tuilerie. Les grains forment la principale production du terroir, dont une partie est en bois. Le village d'Allainville est à 2 lieues trois quarts au sud-ouest de Dourdan et 2 à l'est d'Auneau ; sa distance de Paris est de 13 lieues trois quarts vers le sud-ouest par Dourdan, et une chaussée Joignant l'ancienne route de Chartres. (Poste aux lettres de Dourdan.) »

— Charles Oudiette, Dictionnaire topographique des Environs de Paris, jusqu'à 20 Lieues à la ronde de cette capitale, Paris, 1817, seconde édition, p. 8

### Histoire contemporaine
Le 19 mai 1940, un bombardier allemand Junkers 88A est touché par la D.C.A. française : il prend feu et se pose au lieu-dit la Pièce de l'Hôtel-Dieu au hameau d'Obville de la commune : les quatre aviateurs allemands sont désarmés, l'un d'eux devait succomber le lendemain.
Dans la nuit du 5 au 6 juillet 1944, en prélude à la libération, un bombardier Halifax-type BIII est abattu par un chasseur de nuit JU88 de la Luftwaffe et tombe en flammes au lieu-dit le Buisson entre le hameau d'Obville et Chatignonville : deux aviateurs (anglais et canadien) périrent et furent inhumés dans le cimetière de la commune.

### Catastrophes naturelles
- 19 août 1983 : Inondations et coulées de boue ;
- 25 au 29 décembre 1999 : inondations, coulées de boue et mouvements de terrain.

## Politique et administration

### Liste des maires
| Période                                  | Période  | Identité        | Étiquette | Qualité |
| ---------------------------------------- | -------- | --------------- | --------- | ------- |
| Les données manquantes sont à compléter. |          |                 |           |         |
| 2001                                     | 2008     | Daniel Langlois | SE        |         |
| 2008                                     | 2020     | Régine Libaude  | SE        |         |
| 2020                                     | En cours | Gilles Quinton  |           |         |

## Population et société

### Démographie

#### Évolution démographique
L'évolution du nombre d'habitants est connue à travers les recensements de la population effectués dans la commune depuis 1793. Pour les communes de moins de 10 000 habitants, une enquête de recensement portant sur toute la population est réalisée tous les cinq ans, les populations de référence des années intermédiaires étant quant à elles estimées par interpolation ou extrapolation. Pour la commune, le premier recensement exhaustif entrant dans le cadre du nouveau dispositif a été réalisé en 2005.

En 2022, la commune comptait 281 habitants, en évolution de −7,57 % par rapport à 2016 (Yvelines : +2,72 %, France hors Mayotte : +2,11 %).
| 1793 | 1800 | 1806 | 1821 | 1831 | 1836 | 1841 | 1846 | 1851 |
| ---- | ---- | ---- | ---- | ---- | ---- | ---- | ---- | ---- |
| 322  | 284  | 353  | 345  | 464  | 351  | 346  | 375  | 365  |

| 1856 | 1861 | 1866 | 1872 | 1876 | 1881 | 1886 | 1891 | 1896 |
| ---- | ---- | ---- | ---- | ---- | ---- | ---- | ---- | ---- |
| 363  | 341  | 334  | 326  | 350  | 385  | 452  | 400  | 370  |

| 1901 | 1906 | 1911 | 1921 | 1926 | 1931 | 1936 | 1946 | 1954 |
| ---- | ---- | ---- | ---- | ---- | ---- | ---- | ---- | ---- |
| 348  | 347  | 333  | 283  | 296  | 320  | 307  | 300  | 252  |

| 1962 | 1968 | 1975 | 1982 | 1990 | 1999 | 2005 | 2006 | 2010 |
| ---- | ---- | ---- | ---- | ---- | ---- | ---- | ---- | ---- |
| 243  | 189  | 189  | 181  | 273  | 293  | 307  | 305  | 302  |

| 2015 | 2020 | 2022 | - | - | - | - | - | - |
| ---- | ---- | ---- | - | - | - | - | - | - |
| 305  | 286  | 281  | - | - | - | - | - | - |

En 1720 Attainville comptait 59 feux et Hattonville 27, cf. Nouveau dénombrement du royaume, par généralitez, élections, paroisses et feux, Paris, Saugrain, 1720, p. 90-91.

#### Pyramide des âges
En 2018, le taux de personnes d'un âge inférieur à 30 ans s'élève à 31,5 %, soit en dessous de la moyenne départementale (38,0 %). À l'inverse, le taux de personnes d'âge supérieur à 60 ans est de 22,4 % la même année, alors qu'il est de 21,7 % au niveau départemental.
En 2018, la commune comptait 157 hommes pour 142 femmes, soit un taux de 52,51 % d'hommes, largement supérieur au taux départemental (48,68 %).
Les pyramides des âges de la commune et du département s'établissent comme suit.
| Hommes | Classe d’âge | Femmes |
| ------ | ------------ | ------ |
| 1,3    | 90 ou +      | 0,7    |
| 2,0    | 75-89 ans    | 4,4    |
| 17,3   | 60-74 ans    | 19,1   |
| 30,0   | 45-59 ans    | 27,2   |
| 17,3   | 30-44 ans    | 17,6   |
| 16,0   | 15-29 ans    | 16,2   |
| 16,0   | 0-14 ans     | 14,7   |

| Hommes | Classe d’âge | Femmes |
| ------ | ------------ | ------ |
| 0,6    | 90 ou +      | 1,4    |
| 6      | 75-89 ans    | 7,8    |
| 13,5   | 60-74 ans    | 14,8   |
| 20,7   | 45-59 ans    | 20,1   |
| 19,6   | 30-44 ans    | 19,9   |
| 18,5   | 15-29 ans    | 16,8   |
| 21,2   | 0-14 ans     | 19,2   |

## Économie
- Agriculture (grande culture céréalière).

## Culture locale et patrimoine

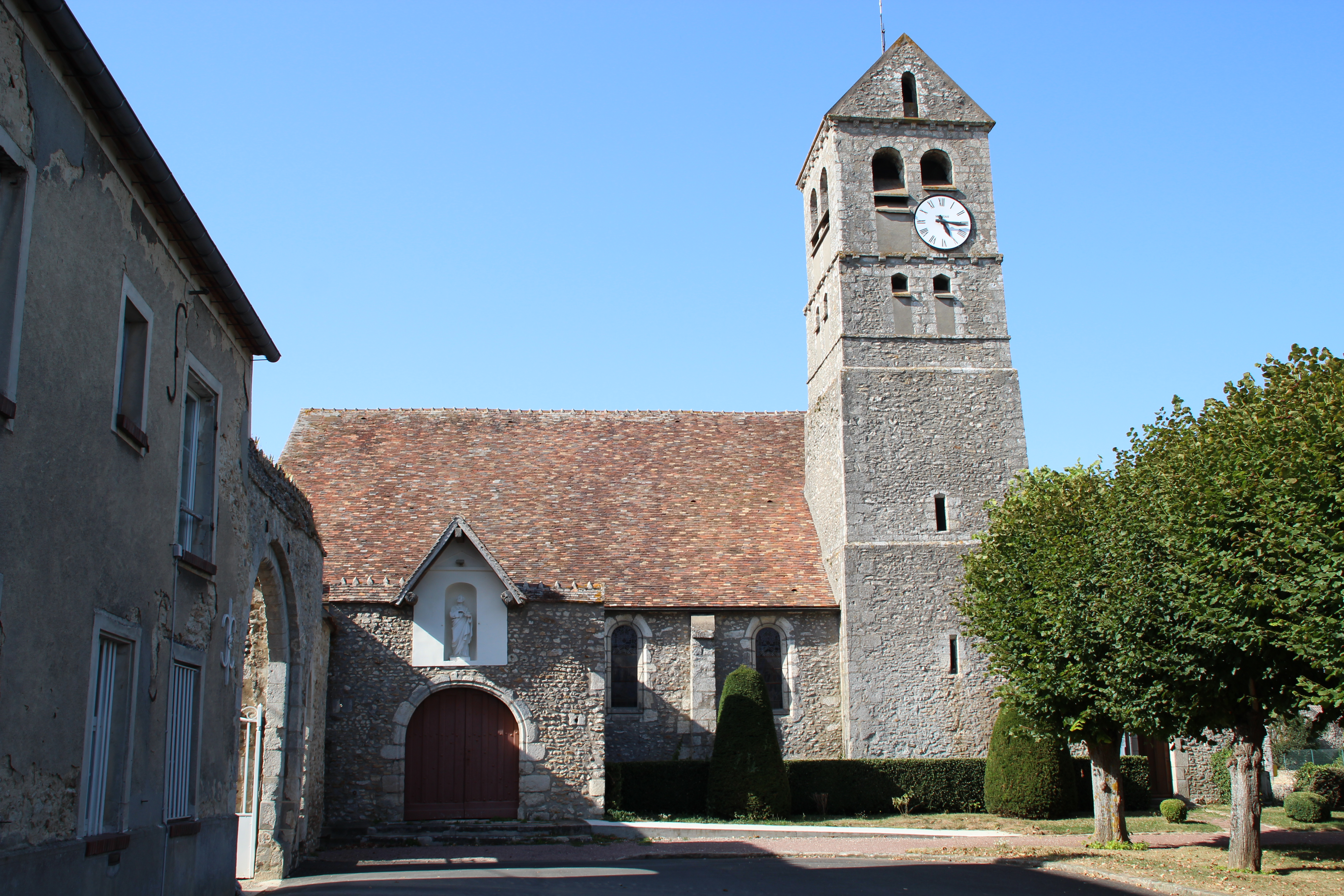
L'église Saint-Pierre.

### Lieux et monuments
- Église Saint-Pierre :  église de style roman en pierre meulière datant du XIIIe siècle. Le clocher à trois étages s'élève sur le côté droit du chœur.
- Mairie-école : bâtiment en pierre, à ornementations en brique rouge, construit en 1911.
- Trace de voie gallo-romaine et sépultures de la même époque.

### Personnalités liées à la commune
- Agnès Varda (1928-2019), photographe, réalisatrice de cinéma et plasticienne, a, notamment, tourné en 2002 le film Deux ans après dans plusieurs villages de Beauce : Allainville, Barmainville, Oysonville et Sainville[27].

### Héraldique
| Blason de Allainville | Blason  | De gueules à dix-huit billettes d'or, 6, 5, 6 et 1, au lion du même brochant. |
| Blason de Allainville | Détails | Le statut officiel du blason reste à déterminer.                              |